# Olympique Lyonnais 1965-1966
Questa voce raccoglie le informazioni riguardanti l'Olympique Lyonnais nelle competizioni ufficiali della stagione 1965-1966.

## Maglie
Vengono confermate le divise utilizzate nella stagione precedente.
| Manica sinistra · Maglietta · Maglietta · Manica destra · Pantaloncini · Calzettoni |

## Rosa
| N. |                    | Ruolo | Calciatore         |
| -- | ------------------ | ----- | ------------------ |
|    | Francia (bandiera) | P     | Marcel Aubour      |
|    | Francia (bandiera) | P     | Pascal Beetschen   |
|    | Francia (bandiera) | D     | Jean Camilla       |
|    | Francia (bandiera) | D     | Lucien Degeorges   |
|    | Francia (bandiera) | D     | Jean Djorkaeff     |
|    | Francia (bandiera) | D     | Jacques Glyczinski |
|    | Francia (bandiera) | D     | Aimé Mignot        |
|    | Francia (bandiera) | D     | Robert Nouzaret    |
|    | Francia (bandiera) | D     | Jimmy Pistilli     |
|    | Francia (bandiera) | D     | Thadée Polak       |
|    | Francia (bandiera) | C     | Jean Dumas         |

| N. |                    | Ruolo | Calciatore            |
| -- | ------------------ | ----- | --------------------- |
|    | Francia (bandiera) | C     | Marcel Le Borgne      |
|    | Francia (bandiera) | C     | Georges Prost         |
|    | Francia (bandiera) | A     | Georges Bernard       |
|    | Francia (bandiera) | A     | Stéphane Bruey        |
|    | Francia (bandiera) | A     | Fleury Di Nallo       |
|    | Francia (bandiera) | A     | Michel Margottin      |
|    | Camerun (bandiera) | A     | Guillaume Moundi      |
|    | Francia (bandiera) | A     | Ángel Rambert         |
|    | Francia (bandiera) | A     | Jean-Pierre Teisseire |
|    | Marocco (bandiera) | A     | Robert Traba          |